# Xanthorhoe cuneosignata
Xanthorhoe cuneosignata är en fjärilsart som beskrevs av Debauche 1937. Xanthorhoe cuneosignata ingår i släktet Xanthorhoe och familjen mätare. Inga underarter finns listade i Catalogue of Life.